# Michelle Pavão

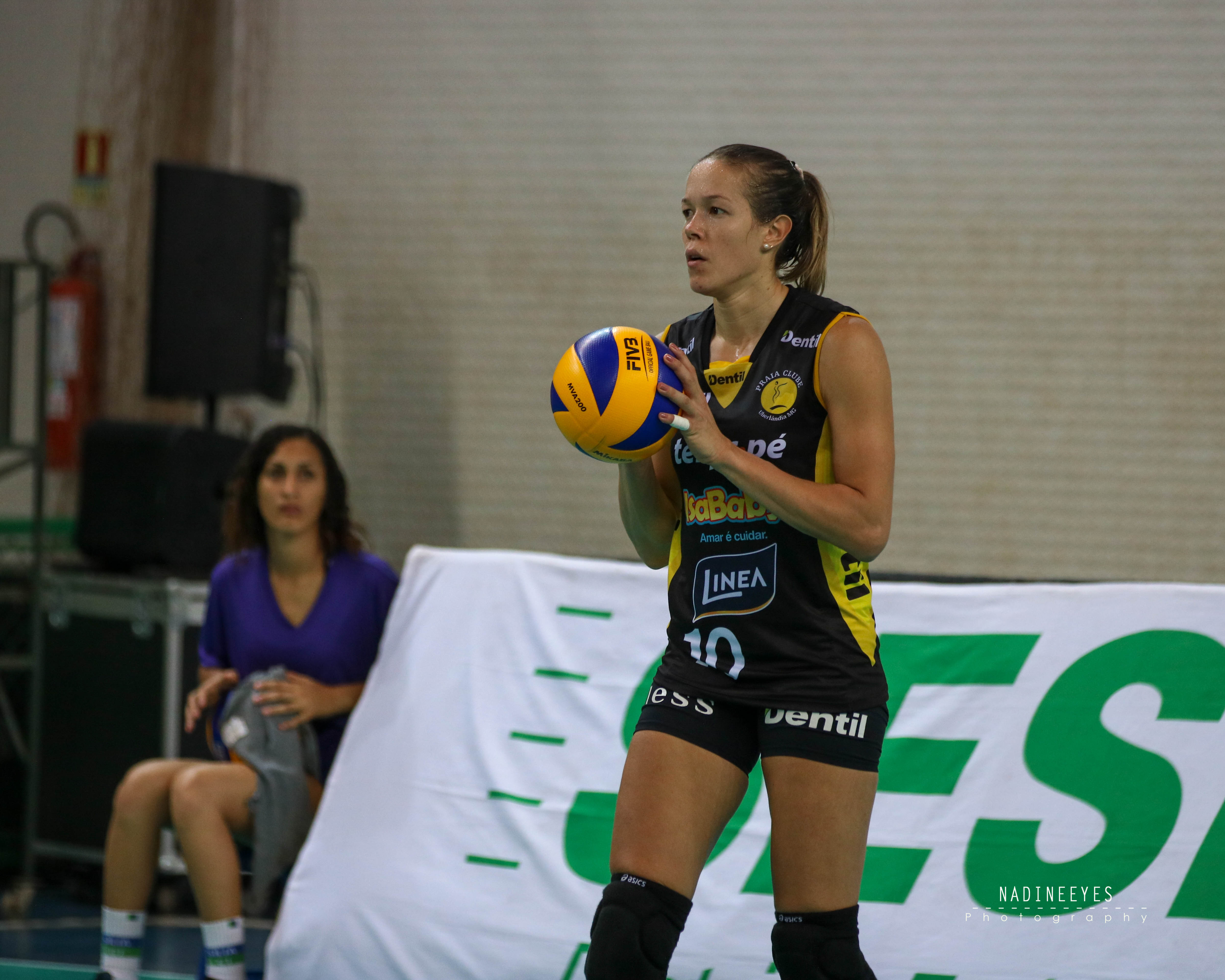
Michelle Pavão przed wykonywaniem zagrywki w drużynie Praia Clube w sezonie 2018/2019

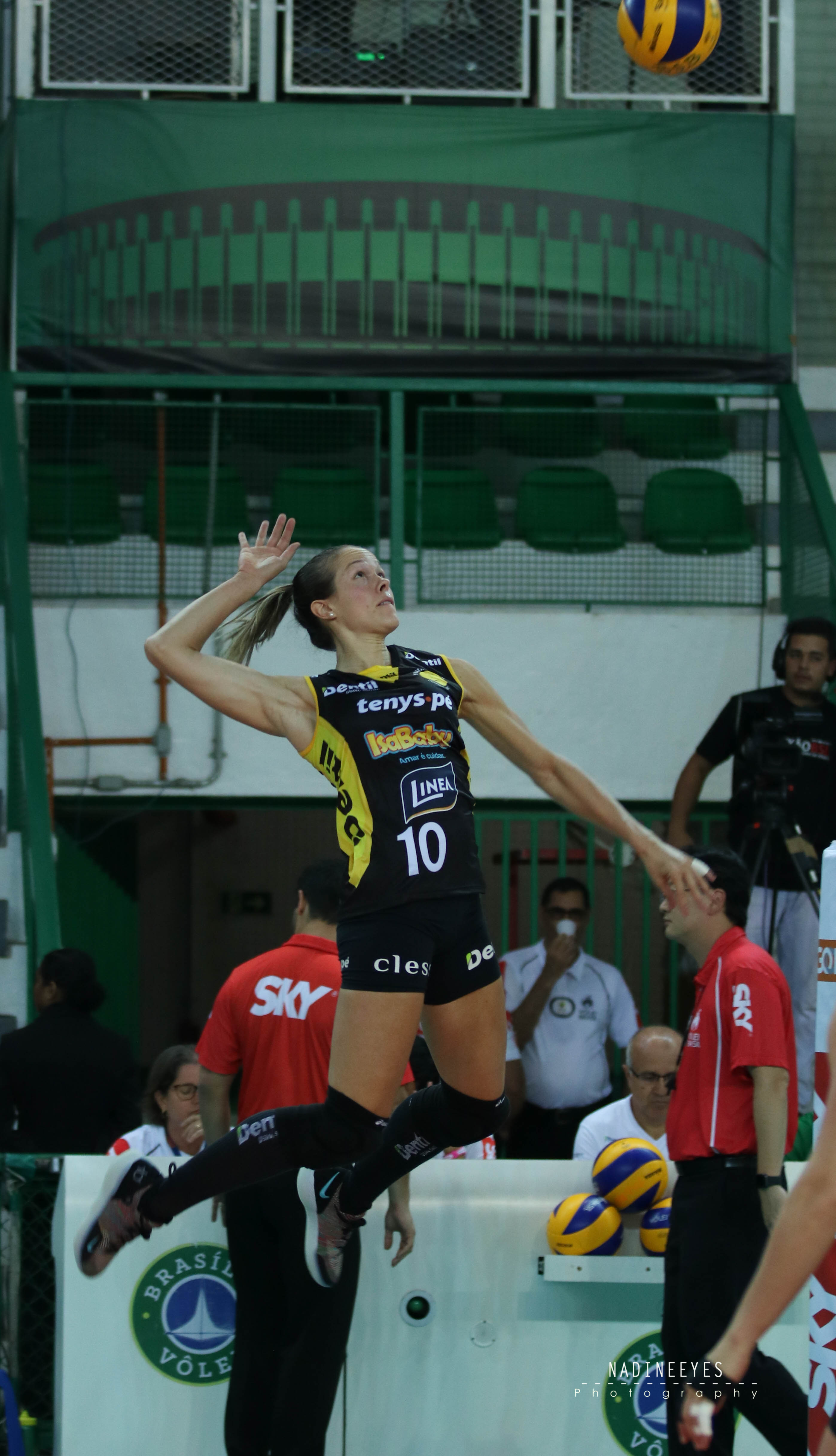
Michelle Pavão podczas ataku z lewego skrzydła w drużynie Praia Clube w sezonie 2018/2019

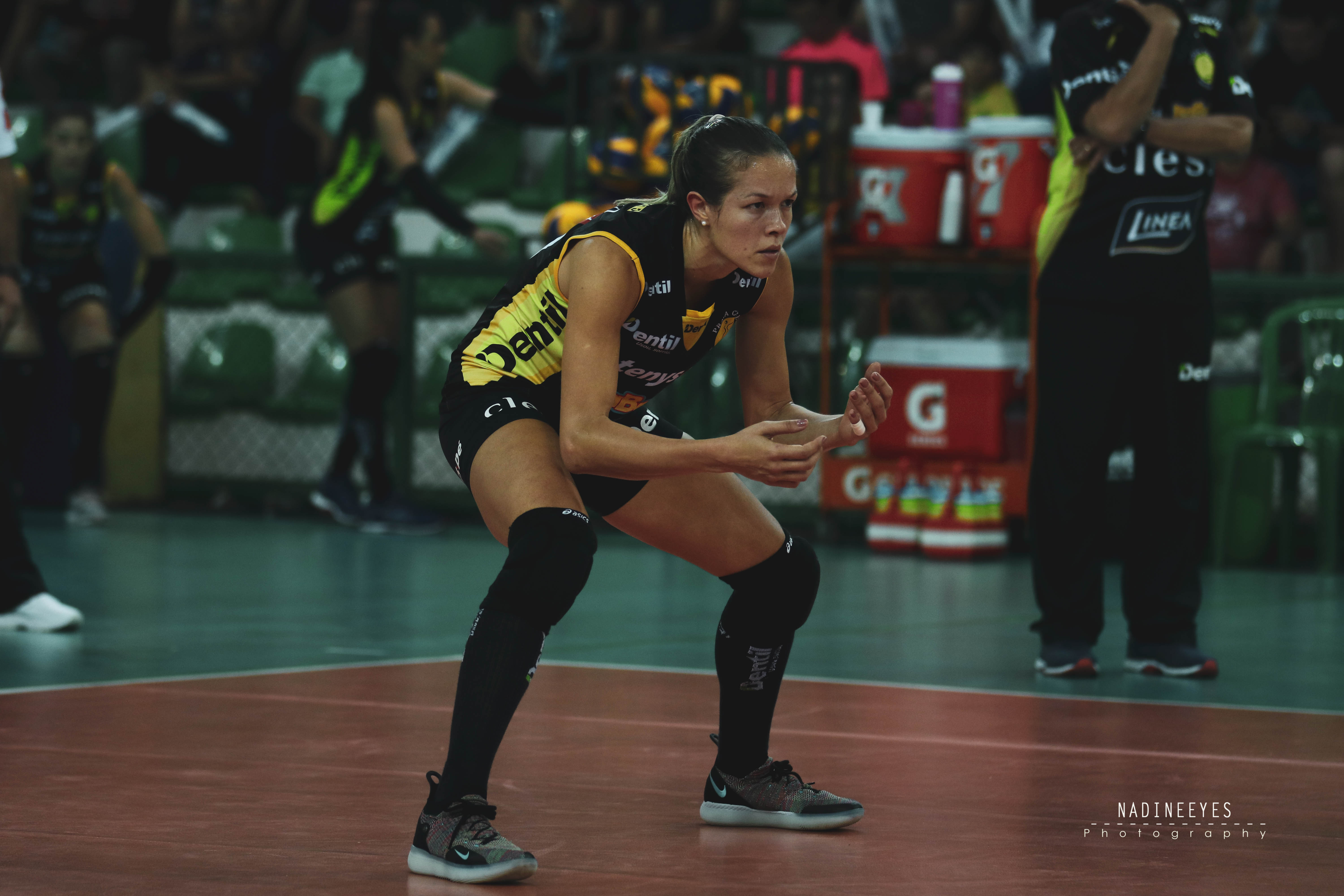
Michelle Pavão przygotowuje się do przyjmowania zagrywki przeciwnika w drużynie Praia Clube w sezonie 2018/2019

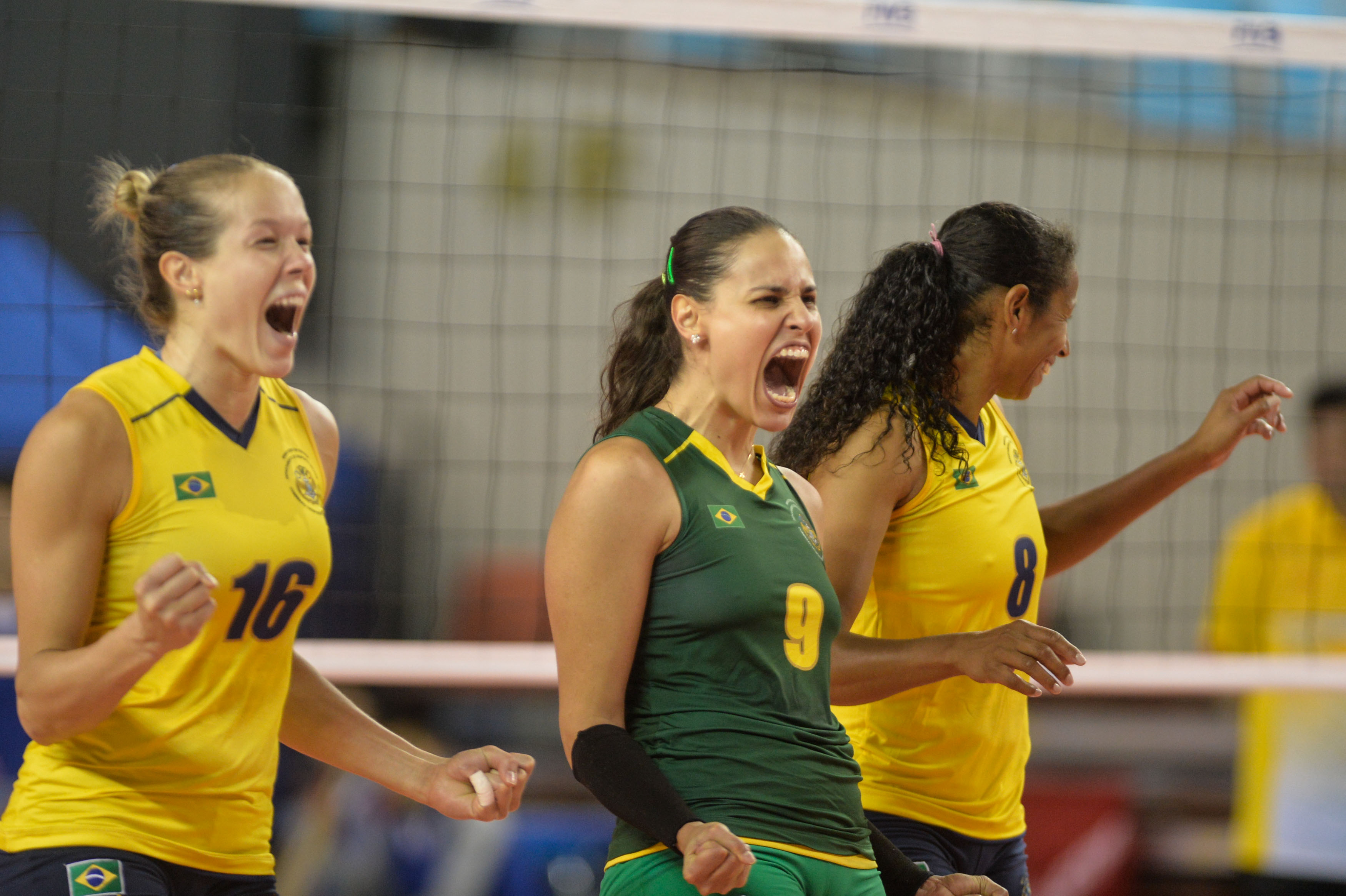
Michelle Pavão z numerem 16 na koszulce

Michelle Marinho Pavão (ur. 31 października 1986 w Rio de Janeiro) – brazylijska siatkarka, reprezentantka kraju, grająca na pozycji przyjmującej. Jej siostra bliźniaczka Monique, również jest siatkarką.

## Kariera klubowa
| Kariera juniorska | Kariera juniorska          | Kariera juniorska | Kariera juniorska | Kariera juniorska | Kariera juniorska | Kariera juniorska | Kariera juniorska | Kariera juniorska | Kariera juniorska | Kariera juniorska |
| ----------------- | -------------------------- | ----------------- | ----------------- | ----------------- | ----------------- | ----------------- | ----------------- | ----------------- | ----------------- | ----------------- |
| Lata              | Klub                       |                   |                   |                   |                   |                   |                   |                   |                   |                   |
| 1998–2003         | Fluminense FC              |                   |                   |                   |                   |                   |                   |                   |                   |                   |
| Kariera seniorska |                            |                   |                   |                   |                   |                   |                   |                   |                   |                   |
| Lata              | Klub                       |                   |                   |                   |                   |                   |                   |                   |                   |                   |
| 2004–2005         | Rexona Rio de Janeiro      |                   |                   |                   |                   |                   |                   |                   |                   |                   |
| 2005–2007         | Macaé Sports               |                   |                   |                   |                   |                   |                   |                   |                   |                   |
| 2007–2010         | Unilever Rio de Janeiro    |                   |                   |                   |                   |                   |                   |                   |                   |                   |
| 2010–2011         | Usiminas/Minas Tênis Clube |                   |                   |                   |                   |                   |                   |                   |                   |                   |
| 2011–2012         | SESI São Paulo             |                   |                   |                   |                   |                   |                   |                   |                   |                   |
| 2012–2014         | Banana Boat/Praia Clube    |                   |                   |                   |                   |                   |                   |                   |                   |                   |
| 2014–2015         | Brasília Vôlei             |                   |                   |                   |                   |                   |                   |                   |                   |                   |
| 2015–2017         | Dentil/Praia Clube         |                   |                   |                   |                   |                   |                   |                   |                   |                   |
| 2017–2018         | Fluminense FC              |                   |                   |                   |                   |                   |                   |                   |                   |                   |
| 2018–2021         | Dentil/Praia Clube         |                   |                   |                   |                   |                   |                   |                   |                   |                   |
| 2021–2022         | Osasco/São Cristóvão Saúde |                   |                   |                   |                   |                   |                   |                   |                   |                   |
| 2022–             | SESC RJ/Flamengo           |                   |                   |                   |                   |                   |                   |                   |                   |                   |

## Sukcesy klubowe
Mistrzostwo Brazylii:
- 2008, 2009
- 2005, 2010, 2016, 2019, 2021
- 2006, 2017, 2024[2]

Puchar Brazylii:
- 2007

Klubowe Mistrzostwa Ameryki Południowej:
- 2021
- 2009, 2017, 2019, 2020

Superpuchar Brazylii:
- 2018, 2019, 2020

## Sukcesy reprezentacyjne
Mistrzostwa Ameryki Południowej Juniorek:
- 2004

Mistrzostwa Świata Juniorek:
- 2005

Puchar Panamerykański:
- 2008
- 2005

Letnia Uniwersjada:
- 2011

Volley Masters Montreux:
- 2013

Grand Prix:
- 2013

Mistrzostwa Ameryki Południowej:
- 2013

Puchar Wielkich Mistrzyń:
- 2013

Igrzyska Panamerykańskie:
- 2015

Światowe Wojskowe Igrzyska Sportowe:
- 2015